# Empire Wrestling Federation
A Empire Wrestling Federation (EWF) é uma promoção independente de wrestling profissional estadunidense, com base em San Bernardino, Califórnia. O seu atual dono é Jesse Lizarraga. A EWF também é uma escola de wrestling e afiliada da National Wrestling Alliance.

## História
A EWF foi fundada em 1996 por Hernandez e Bill Anderson e teve seu primeiro show realizado em maio do mesmo ano. Dentre os wrestlers que por lá passaram, destacam-se Frankie Kazarian, Melina Perez, Christopher Daniels e Shelly Martinez. Alguns dos wrestlers foram contratados pela WWE, após aparecerem em house shows.

## Atuais campeões
| Título                         | Campeão                               | Data da vitória       | Localidade                 |
| ------------------------------ | ------------------------------------- | --------------------- | -------------------------- |
| EWF Heavyweight Championship   | Black Metal                           | 11 de outubro de 2008 | San Bernardino, Califórnia |
| EWF American Championship      | Ryan Taylor                           | 23 de Agosto de 2008  | San Bernardino, California |
| EWF Tag Team Championship      | The Young Bucks (Matt e Nick Jackson) | 10 de janeiro de 2009 | Covina, California         |
| EWF Cruiserweight Championship | Jeremy Jaeger                         | 22 de Agosto de 2008  | Covina, California         |